# Tumamoca macdougalii
Tumamoca macdougalii là một loài thực vật có hoa trong họ Cucurbitaceae. Loài này được Rose miêu tả khoa học đầu tiên năm 1912.